# Alžběta Bublanová
Alžběta Bublanová (* 8. dubna 1984 Brno) je česká spisovatelka, která se věnuje aktuálním společensko-sociálním problémům. Její příběhy se odehrávají v současnosti a často zdůrazňují vztahové problémy a nedostatek porozumění mezi lidmi. Ve svých dílech, jako jsou novely, romány nebo delší povídky, se hlouběji zabývá složitostí mezilidských vztahů, ať už jde o vztahy milenecké či mezigenerační.

## Biografie
Alžběta Bublanová se narodila 8. 4. 1984 v Brně a má dva sourozence. Jejím otcem je bývalý ministr vnitra František Bublan. Její matka se jmenuje Věra Bublanová. Alžběta vystudovala gymnázium v Tišnově a poté Literární akademii Josefa Škvoreckého v Praze.
Ve svých dílech se věnuje psaní příběhů zaměřených na každodenní život obyčejných lidí a jejich starosti a problémy. V roce 2012 debutovala sbírkou povídek Čtyři stěny, za niž získala téhož roku od Akademie literatury české cenu Máchova růže. V následujících letech jí vyšly novela V Tichu (2016), sbírka povídek Odraz ode dna (2017), romány Barák (2019) a Ti, kterým se narodíš (2020) a deníkové zápisky Život s panikou (2021). Román Barák byl v roce 2021 přeložen do polštiny. Její nejnovější vydaná kniha je novela Pozůstalí (2022) a chystá příběh Starosta o proměně muže, který se stane starostou na malém městě.
Kromě psaní se Alžběta Bublanová angažuje i v dalších projektech. Píše reportáže do týdeníku Echo. V minulosti pracovala jako redaktorka Mediafaxu, psala rozhovory do Bireovue a přispívala recenzemi na webový portál e-kultura.cz. Společně s Andreou Selzerovou se věnuje projektu nazvanému „Kurzy z obýváku“, v němž předávají své znalosti tvůrčího psaní. Tvůrčí psaní vyučovala také v akreditovaném kurzu Centra pro kulturní a sociální studie pro učitele základních a středních škol, v němž se věnovala technikám, které mohou uplatňovat při výuce slohu. Vydává také lokální časopis o pražském náměstí Jiřího z Poděbrad „Náměsíčník“. Věnuje se též redaktorské práci.
Od osmnácti let žije v Praze. Je vdaná, její muž se jmenuje Ondřej a mají spolu dceru Julii.

## Dílo
- Čtyři stěny. Praha: Dauphin, 2012. ISBN 978-80-7272-412-3.
- V Tichu. Praha: Ikar (Euromedia), 2016. ISBN 978-80-249-3007-7.
- Odraz ode dna. Praha: Malvern, 2017. ISBN 978-80-7530-096-6 .
- Barák. Praha: Petr Štengl, 2019. ISBN 978-80-87563-75-5.
- Ti, kterým se narodíš. Praha: Euromedia Group, 2020. ISBN 978-80-249-4235-3.
- Život s panikou : deník spisovatelky bojující z úzkostnou poruchou. Praha: Ikar, 2021. ISBN 978-80-249-4576-7.
- Pozůstalí. Praha: Ikar, 2020. ISBN 978-80-249-4843-0

spoluautorství
- Cvičebnice tvůrčího psaní : i Shakespeare nějak začal…. Praha: Grada, [2021]. ISBN 978-80-271-3030-6. + Andrea Selzerová

přeloženo do cizích jazyků
- Kamienica. [Barák.] (polsky) Přeložila Justyna Pokorska. Warszawa: Moc Media, 2021. ISBN 978-83-957702-9-6.